# 宮本賢二
宮本 賢二（みやもと けんじ、ラテン文字：Kenji Miyamoto、1978年11月6日 - ）は、日本の元フィギュアスケート選手（アイスダンス）。現在はフィギュアスケート振付師。パートナーは都築奈加子、有川梨絵など。

## 人物
兵庫県姫路市出身。京都府立洛北高等学校、龍谷大学卒業。現在はトラロックエンターテインメントとマネジメント契約を結んでいる。

## 経歴
10歳でスケートを始める。はじめはシングルの選手として競技会に出場していたが、15、6歳のころに樋口豊の誘いでアイスダンスを始め、有川梨絵とカップルを結成、大学まではシングルも続けていた。1995年からアイスダンスに専念。1995年と1997年に全日本ジュニア選手権で優勝した。全日本フィギュアスケート選手権では第70回大会、第71回大会で2連覇を達成。2002-2003シーズンをもって有川が引退したためカップルを解消。新たに都築奈加子とカップルを組んでトリノオリンピック出場を目指したが、出場は適わなかった。
2006年に競技生活を退いてからは振付師として活動。日本人の繊細さに海外の洒落たリズム感が加わった独特な雰囲気を持つプログラムを手がけており、バンクーバーオリンピックでは髙橋大輔のショートプログラム「eye」を振り付け、銅メダル獲得に貢献した。
2015年「日本アニメ（ーター）見本市」の『ENDLESS NIGHT』、2016年10月放送のアニメ『ユーリ!!! on ICE』の振り付けも担当。
フジテレビ、BS朝日、J SPORTSなどのテレビ番組の解説者や、スポーツウェアブランドのプロデューサーとしても活動している。

## 主な戦績
- 2002-03までは有川梨絵とのカップル。
- 2003-04より都築奈加子とのカップル。

| 大会/年              | 1998-99 | 1999-00 | 2000-01 | 2001-02 | 2002-03 | 2003-04 | 2004-05 | 2005-06 |
| -------------------- | ------- | ------- | ------- | ------- | ------- | ------- | ------- | ------- |
| 世界選手権           |         |         |         | 24      |         |         |         |         |
| 四大陸選手権         | 9       | 11      |         | 8       | 8       | 9       | 8       | 8       |
| 全日本選手権         | 2       | 3       | 3       | 1       | 1       | 2       | 2       | 2       |
| GPNHK杯              | 9       | 9       |         | 9       | 11      | 10      | 9       | 11      |
| GPロシア杯           |         |         |         |         |         | 11      |         | 11      |
| GPエリック杯         |         |         | 12      | 10      | 10      |         | 11      |         |
| アジア大会           |         |         |         |         | 3       |         |         |         |
| ゴールデンスピン     |         |         |         | 11      |         |         |         |         |
| 冬季ユニバーシアード |         |         | 16      |         |         |         |         |         |

### 詳細
| 2005-2006 シーズン  |                                                              |          |          |          |            |
| 開催日              | 大会名                                                       | CD       | OD       | FD       | 結果       |
| 2006年1月23日-28日  | 2006年四大陸フィギュアスケート選手権（コロラドスプリングス） | 7 25.78  | 9 42.25  | 8 71.05  | 8 139.08   |
| 2005年12月23日-25日 | 第74回全日本フィギュアスケート選手権（東京）                 | 2 26.05  | 2 41.74  | 2 70.66  | 2 138.45   |
| 2005年12月1日-4日   | ISUグランプリシリーズ NHK杯（大阪）                          | 11 24.13 | 11 37.12 | 11 64.57 | 11 125.82  |
| 2005年11月24日-27日 | ISUグランプリシリーズ ロシア杯（サンクトペテルブルク）       | 11 22.65 | 11 37.30 | 11 63.06 | 11 123.010 |

| 2004-2005 シーズン  |                                                      |          |          |          |           |
| 開催日              | 大会名                                               | CD       | OD       | FD       | 結果      |
| 2005年2月14日-20日  | 2005年四大陸フィギュアスケート選手権（江陵市）       | 5 31.13  | 7 46.09  | 9 73.23  | 8 150.45  |
| 2004年12月24日-26日 | 第73回全日本フィギュアスケート選手権（新横浜）       | 2 28.85  | 2 42.66  | 2 76.40  | 2 147.91  |
| 2004年11月19日-21日 | ISUグランプリシリーズ エリック・ボンパール杯（パリ） | 9 27.13  | 12 35.04 | 11 59.78 | 11 121.95 |
| 2004年11月4日-7日   | ISUグランプリシリーズ NHK杯（名古屋）                | 10 25.90 | 9 36.68  | 9 59.24  | 9 121.82  |

| 2003-2004 シーズン  |                                                    |          |          |          |           |
| 開催日              | 大会名                                             | CD       | OD       | FD       | 結果      |
| 2004年2月19日-25日  | 2004年四大陸フィギュアスケート選手権（ハミルトン） | 9        | 9        | -        | 9         |
| 2003年12月25日-26日 | 第72回全日本フィギュアスケート選手権（長野）       | 2        | 2        | 2        | 2         |
| 2003年11月27日-30日 | ISUグランプリシリーズ NHK杯（旭川）                | 10 25.89 | 11 33.71 | 10 68.26 | 10 127.86 |
| 2003年11月20日-23日 | ISUグランプリシリーズ ロシア杯（モスクワ）         | 10 29.22 | 12 33.84 | 11 66.01 | 11 129.07 |

| 2002-2003 シーズン     |                                              |    |    |    |      |
| 開催日                 | 大会名                                       | CD | OD | FD | 結果 |
| 2003年2月10日-16日     | 2003年四大陸フィギュアスケート選手権（北京） | 9  | 9  | -  | 8    |
| 2002年11月28日-12月1日 | ISUグランプリシリーズ NHK杯（京都）          | 12 | 11 | -  | 11   |
| 2002年11月14日-17日    | ISUグランプリシリーズ ラリック杯（パリ）     | 10 | 10 | -  | 10   |

## プログラム使用曲
| シーズン  | OD                                            | FD                                           |
| --------- | --------------------------------------------- | -------------------------------------------- |
| 2005-2006 | サンバ、ルンバ、マンボ                        | 映画『LOVERS』サウンドトラック               |
| 2002-2003 | ワルツ『水彩画』 作曲：ヨーゼフ・シュトラウス | 映画『コナン・ザ・グレート』より             |
| 2001-2002 | -                                             | 古事記 作曲：喜多郎 振付：ロマン・アグノエル |

## メディア出演など

### テレビ
- J SPORTS　KENJIの部屋（2014年 - ）レギュラーMC